# Alcalá (distrito)
Alcalá (El Kala) é um distrito localizado na província de El Tarf, Argélia, e cuja capital é a cidade de mesmo nome, Alcalá. A população total do distrito era de 40 556 habitantes, em 2008.[carece de fontes?]

## Comunas
O distrito é composto por quatro comunas:
- Alcalá
- El Aïoun
- Raml Souk
- Souarekh